# 阳明祠
26°35′14″N 106°43′19″E / 26.587186°N 106.721879°E
王阳明先生祠，简称阳明祠，是后世为纪念明代著名哲学家、教育家王守仁（后世称王阳明）而在贵州贵阳建立的专祠。最初由王守仁门生于明嘉靖十三年（1534年）建于白云庵旧址，其后曾迁至城东抚署左侧。如今的阳明祠位于云岩区城东扶风山南麓，始建于清嘉庆十九年（1814年），毗邻扶风寺，与尹道真祠相向而立。阳明祠现在也是包括此三者在内的扶风山景区之统称。祠内现藏有王守仁的雕像和线刻像，以及与王守仁相关的诗文碑刻。阳明祠于2006年与阳明洞一同被列为第六批全国重点文物保护单位。

## 历史

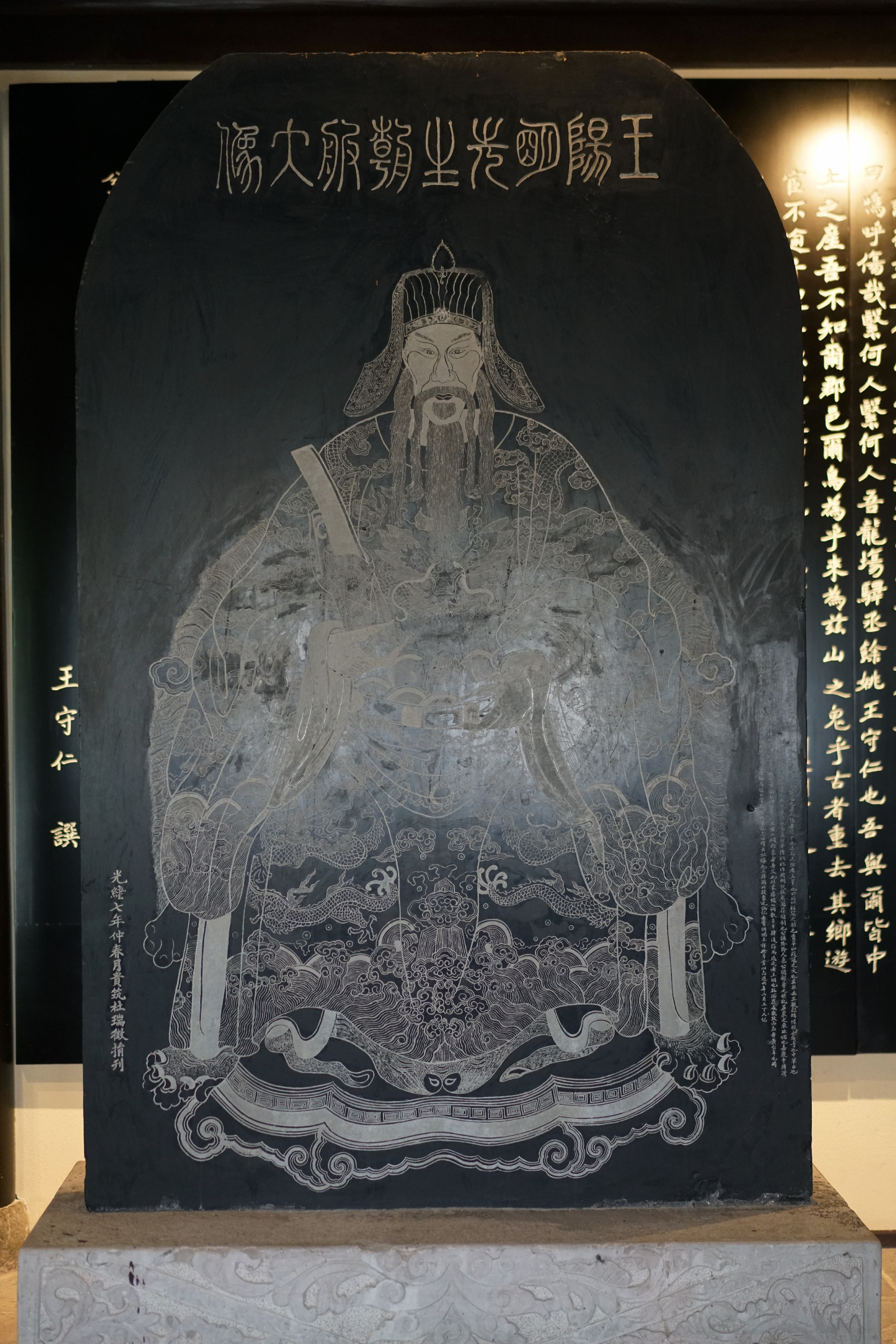
享堂内的线刻《王阳明先生朝服大像》

### 明代
王守仁于正德元年（1506年）被贬为贵州龙场驿驿丞，在黔期间曾于龙场和贵阳的书院讲学授业，对贵州的文化和教育有着深远的影响。自嘉靖七年（1529年）王守仁去世后，贵阳士庶每逢岁末便前往龙场祭奠，或是在家中遥拜祭祀。
嘉靖十三年（1534年），监察御史王杏巡按贵州，王守仁门生汤冔、叶梧、陈文学等数十人请求为王守仁立祠。王杏以公款不足为由，并未当即应允，次日又有宣慰司学生员汤表、张历等人请求，第三天汤冔等人又再次请求。于是王杏在与左布政使周忠、按察使韩士英等商议后，于当年五月买下白云庵旧址，承担了工料费用，在民众踊跃支持下，一个月后便告落成。阳明祠（当时称“王公祠”）有“门庑堂室五座，凡十三楹”，并置祭田。王杏亦为之撰写了碑记。隆庆五年（1571年），巡抚阮文中、按察使冯成能见阳明祠有所废弃，在城东抚署左侧重修阳明书院时，也将阳明祠迁至此处。

### 清代至今
阳明书院于清雍正年间（1723年—1735年）改建为贵山书院，仍祀阳明，同时期贵阳的正本书院和正习书院也设有阳明祠。到嘉庆年间（1796年—1820年），贵山书院内的阳明祠已毁坏，当地士绅打算择址新建专祠。李象梅氏曾捐银三十两，购买城东扶风寺右侧一小片土地，建了地基。嘉庆十九年（1814年），贵州巡抚庆保重修扶风寺竣工后，见寺旁有空地，询问随员后，认为在省城龙脉的首发之处建阳明祠非常合适，还能培育风水，便倡议修建阳明祠。但庆保在修建中途被调往广西，一户马姓人家又以修祠妨碍祖坟为由发起诉讼，工程就此中断。嘉庆二十四年（1819年），提督学政张𬨎会同正习书院院长傅小泉、贵山书院院长王晓亭、正本书院院长贺今甫在原有基础上继续修建，最终竣工。
晚清阳明祠日趋荒废，先有巡抚门丁周某倡议捐修阳明祠。贵阳名士唐炯、罗文彬闻讯后，认为重修阳明祠应当是黔中士绅的责任，于是花五百两银子将其买下，拆除后再谋修建。唐炯捐资扩大了地基，并与四川总督丁宝桢商议筹款，设计建造工作则由罗文彬负责。光绪五年（1879年）四月开工，约一年后落成。祠中碑刻由罗文彬精选墨本，书法家袁思韠双钩上石，士人文俊生镌刻，自光绪五年起，历时四年完成。
1944年12月，陆军炮兵学校迁往贵阳，曾将军械处器材存放于阳明祠内。1963年10月，贵阳市文化局在阳明祠设立图书阅览室，向全市人民开放。至1966年藏书达5万余册，是贵阳市图书馆的前身:1054-1055。“文化大革命”期间，阳明祠内的诸多碑刻被毁。1972年，贵阳市歌舞团将团址设于祠内，大部分建筑被用作住宅。1981年5月20日，阳明祠被列为第一批贵阳市文物保护单位，1982年2月23日，又被列为第一批贵州省文物保护单位，贵阳市政府同年拨款230万元搬迁占用阳明祠的住户和单位。阳明祠的维修工程从1988年开始，省、市政府先后拨款200余万元，阳明祠和扶风寺的主要建筑于1994年修复完成，同年正式对外开放:1178-1179。2000年2月，中共贵州省委、贵州省人民政府将阳明祠列为贵州省爱国主义教育基地。2006年5月25日，阳明祠与阳明洞一同被列为第六批全国重点文物保护单位。

## 建筑与陈列
阳明祠位于贵阳市云岩区城东扶风山南麓，毗邻扶风寺，与尹道真祠相向而立。贵阳市政府于1988年划定的保护范围面积为43700平方米。阳明祠坐东朝西，依山势而建，整体为一个四合院。门楣上的“王阳明先生祠”匾额由书法家萧娴题写:1178-1179。清代罗文彬等人的碑刻均毁于文革时期，后于20世纪80年代由书画家谢孝思聘请刻石名手依据拓片重新刻制。

### 享堂

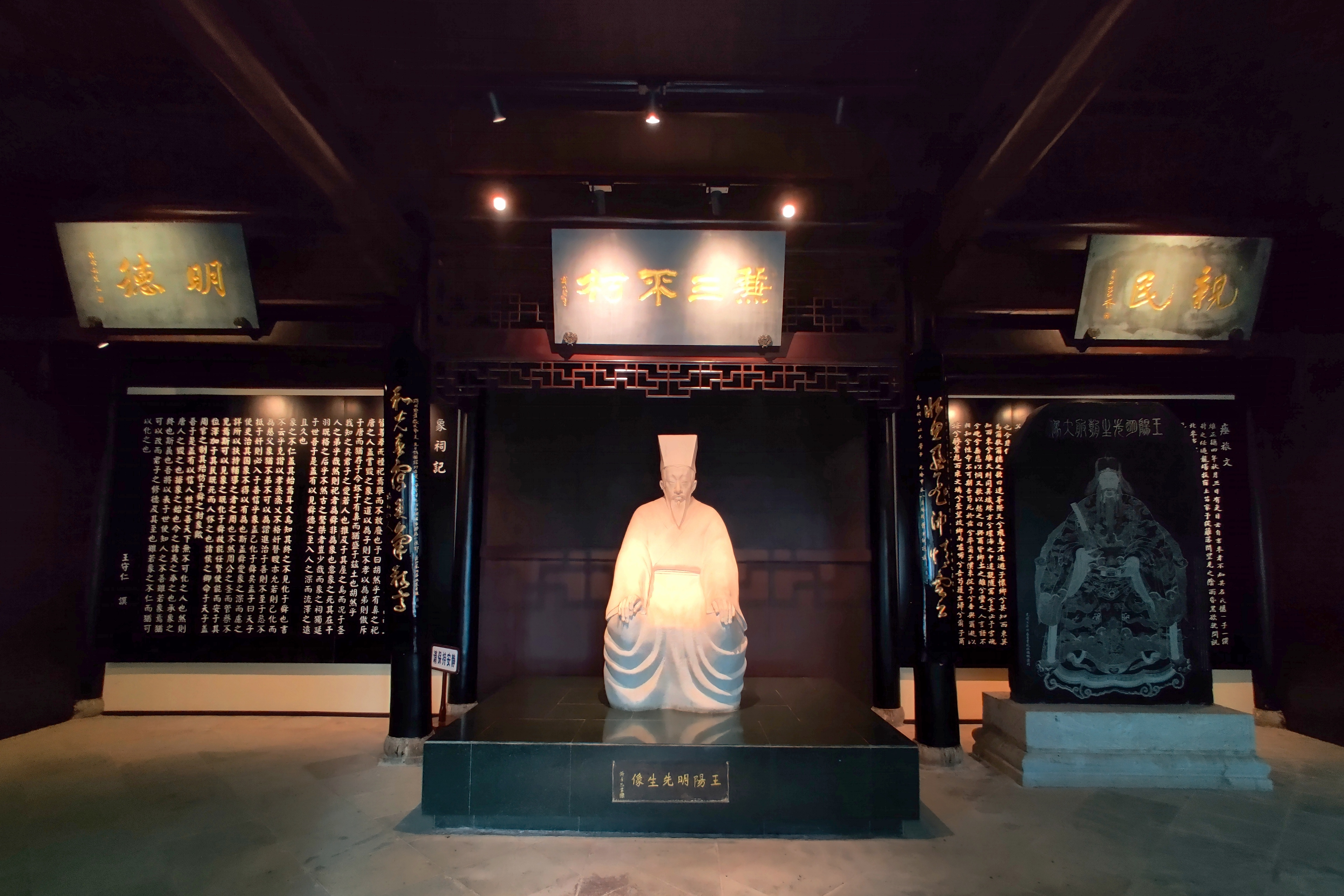
阳明祠享堂内部

享堂是阳明祠的主体建筑，位于地势最高处，为单檐硬山顶木结构，面阔5间，进深3间。屋面盖青瓦，正脊中央塑万字图案和宝瓶，两端塑卷草图案。门共有6扇，每扇上方为四套环格棂，下方为浮雕花草图案，窗格则为透雕花草图案。
王守仁汉白玉燕服坐像位于堂内中央，两侧悬挂钩摹的王守仁自撰草书楹联：“壮思风飞冲情云上，和光春霭爽气秋高”。右侧立有线刻王阳明朝服大像石碑。正面墙上中央悬挂有“兼三不朽”匾额，左右两侧悬挂“明德”“亲民”匾额，以及王守仁所撰的《象祠记》《瘞旅文》全文。两侧挂有王守仁《训士四条》《谕俗四条》楷书木刻，于嘉庆二十四年（1819年）刻制。

《训士四条》木刻
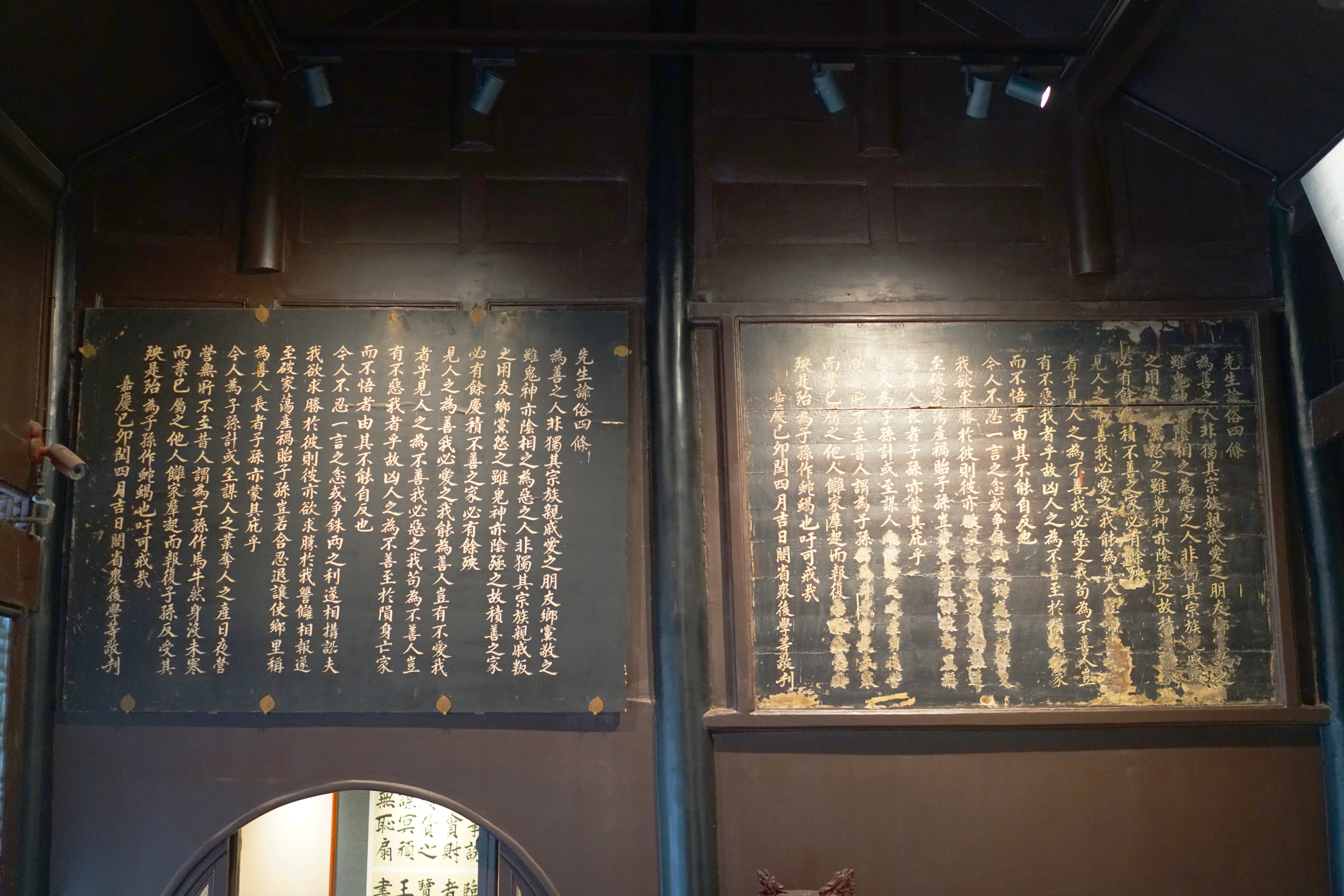
《谕俗四条》木刻

### 游廊

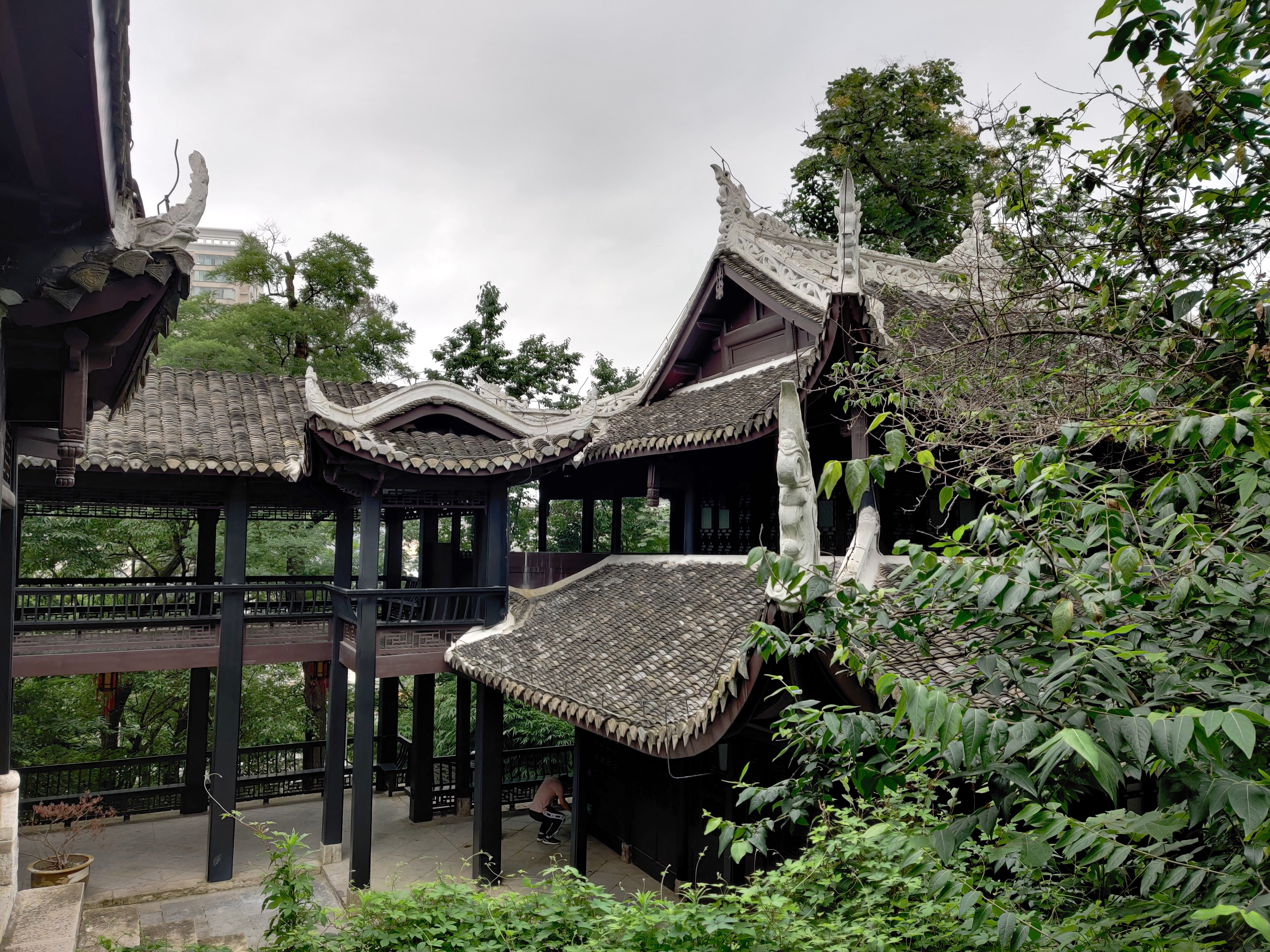
游廊

享堂外为两重庭院，四面有游廊与堂前的正气亭和桂花厅相连:1178-1179。游廊墙壁上镶嵌有王守仁手迹的碑刻，包括《矫亭记》《唐寅十二景文》《至罗整庵书》《西湖诗》《正德七年家书》，清人罗文彬、赵怀玉、翁方纲、阮元、苏潭作有题跋。此外还有门人王畿、邹守益、钱德洪，侄子王正思，后世文人张岱、袁枚、秦瀛、唐仲冕、贺长龄、吴振棫、何绍基、郑珍、莫友芝等人为王阳明像所作的赞辞和题咏。
光绪二十九年（1903年），时任贵阳公立师范学堂教习清宫宗亲与日本驻清武官高山公通、金子新太郎探访修文县阳明洞，并登龙岗山观月。事后将游记寄给日本阳明学家三岛毅，三岛毅为此赋诗相赠：“忆昔阳明讲学堂，震天动地活机藏。龙冈山上一轮月，仰见良知千古光。”宗亲等人原想将此诗刻石立于阳明洞，但因路途遥远未能成行。在与贵阳士绅德楷商议后，宗亲等7位日本教习于光绪三十年（1904年）八月将石碑立于阳明祠内。此碑现位于庭院当中。

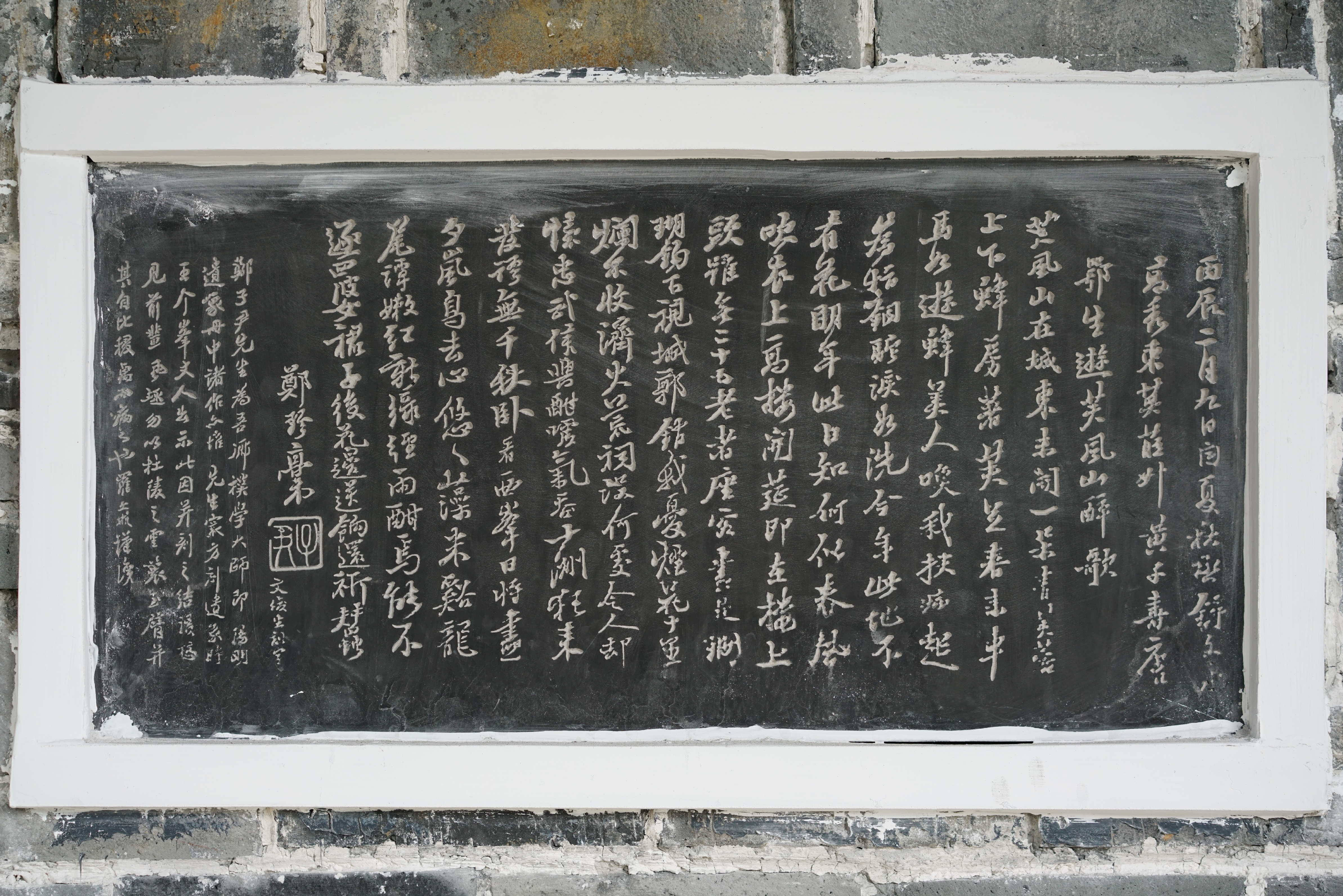
郑珍书《游芙风山醉歌》
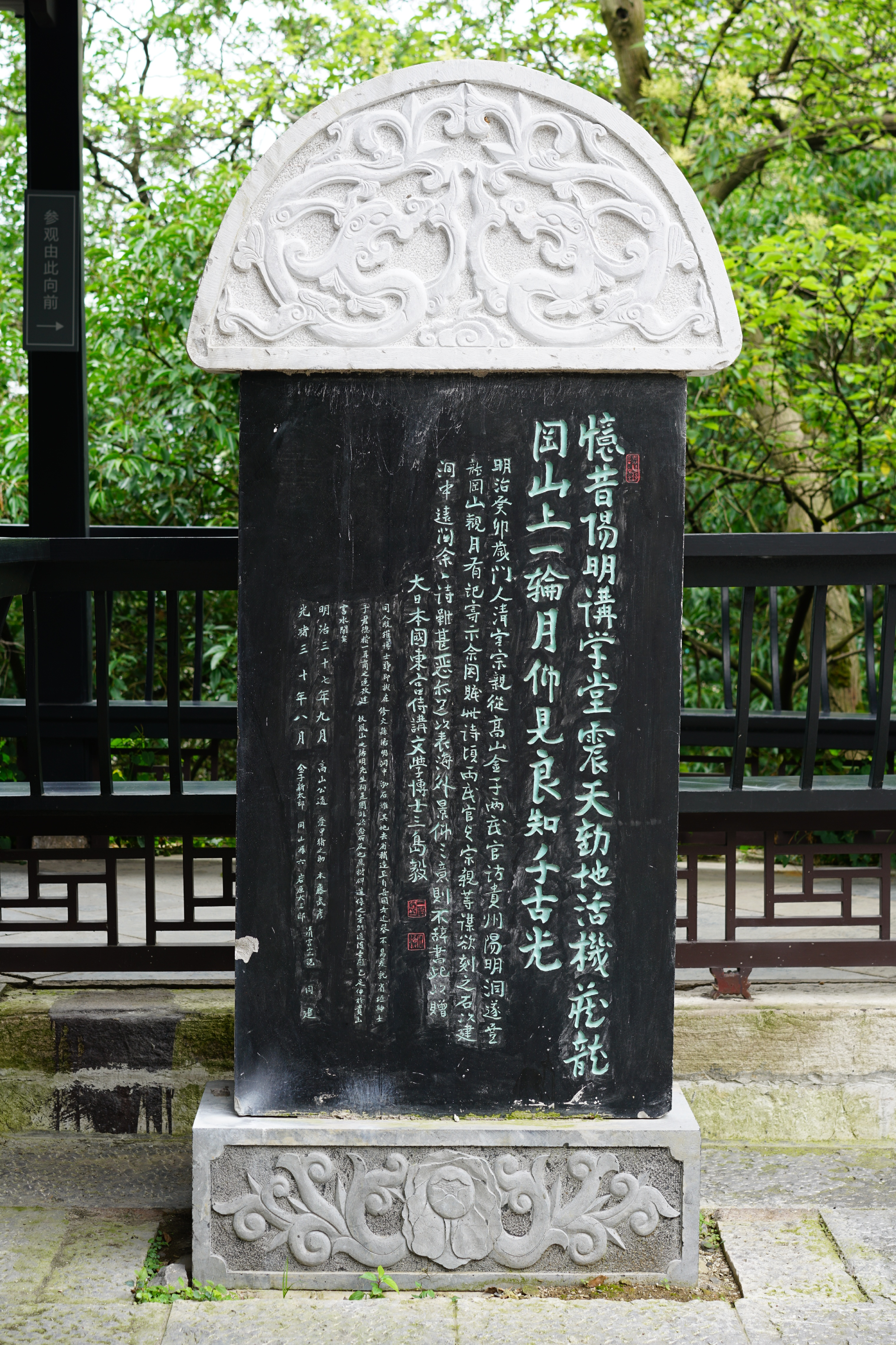
三岛毅七言绝句碑

## 交通
- 贵阳轨道交通2号线：阳明祠站